# Tenis en Marruecos

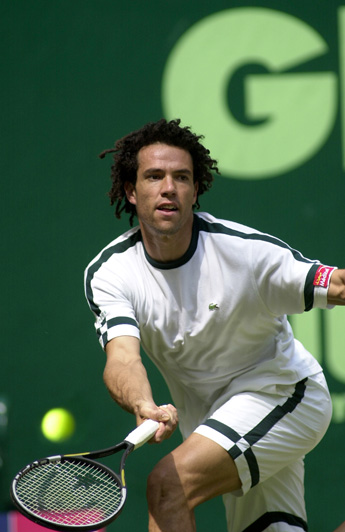
Younes El Aynaoui ganador de 5 títulos ATP y N.º 14 del ranking ATP

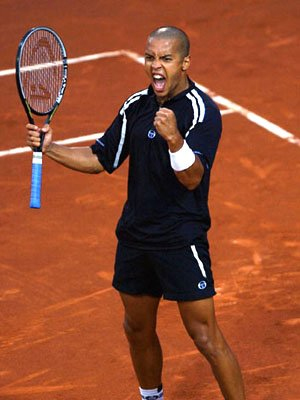
Hicham Arazi N.º 22 del ranking ATP

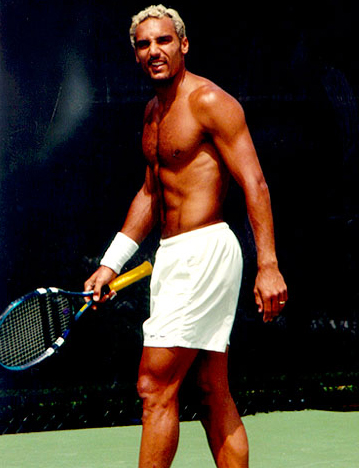
Karim Alami N.º 25 del ranking ATP

Marruecos ha sido la tercera potencia africana en el tenis después de Sudáfrica y Zimbabue, gracias a sus figuras Younes El Aynaoui, Hicham Arazi, Karim Alami, quienes alcanzaron el Top 30 y ganaron títulos ATP a principios de la década de 2000.
A nivel de representación nacional, el Equipo de Copa Davis de Marruecos ha alcanzado tres veces el grupo mundial, no pudiendo superar la primera ronda; en 2001, 2002 y 2004.

## Mejores en el ranking ATP en individuales masculino
Tenistas Marroquíes en el Top 100 del ranking ATP
| Singlista         | Mejor puesto | Año  | Títulos |
| ----------------- | ------------ | ---- | ------- |
| Younes El Aynaoui | 14.º         | 2003 | 5       |
| Hicham Arazi      | 22.º         | 2001 | 1       |
| Karim Alami       | 25.º         | 2000 | 2       |